# ムルガ

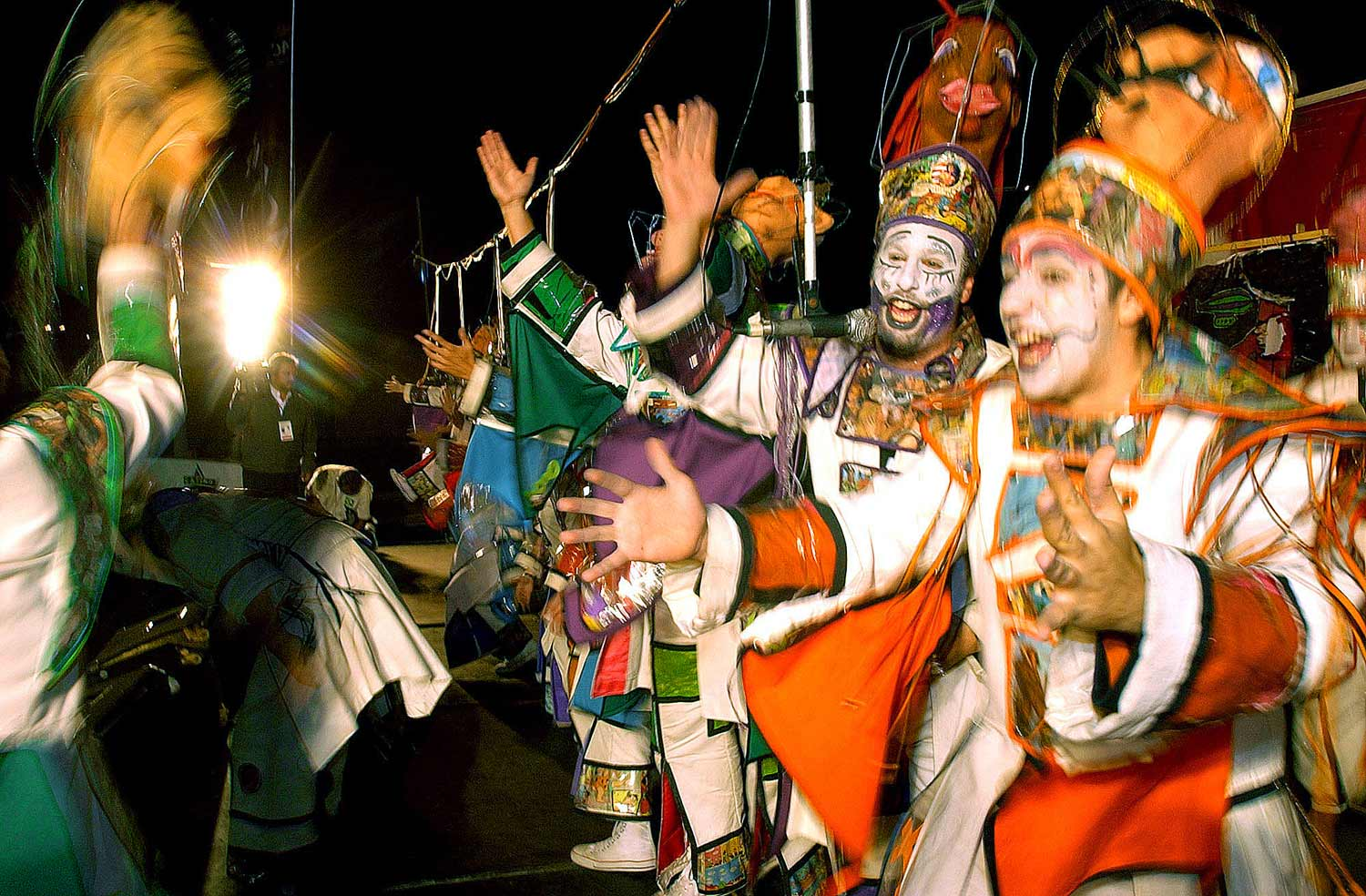
ウルグアイ大統領にタバレ・バスケスが就任した際にモンテビデオで公演を行うムルガの楽団、2005年3月(Marcello Casal Jr/ABr)

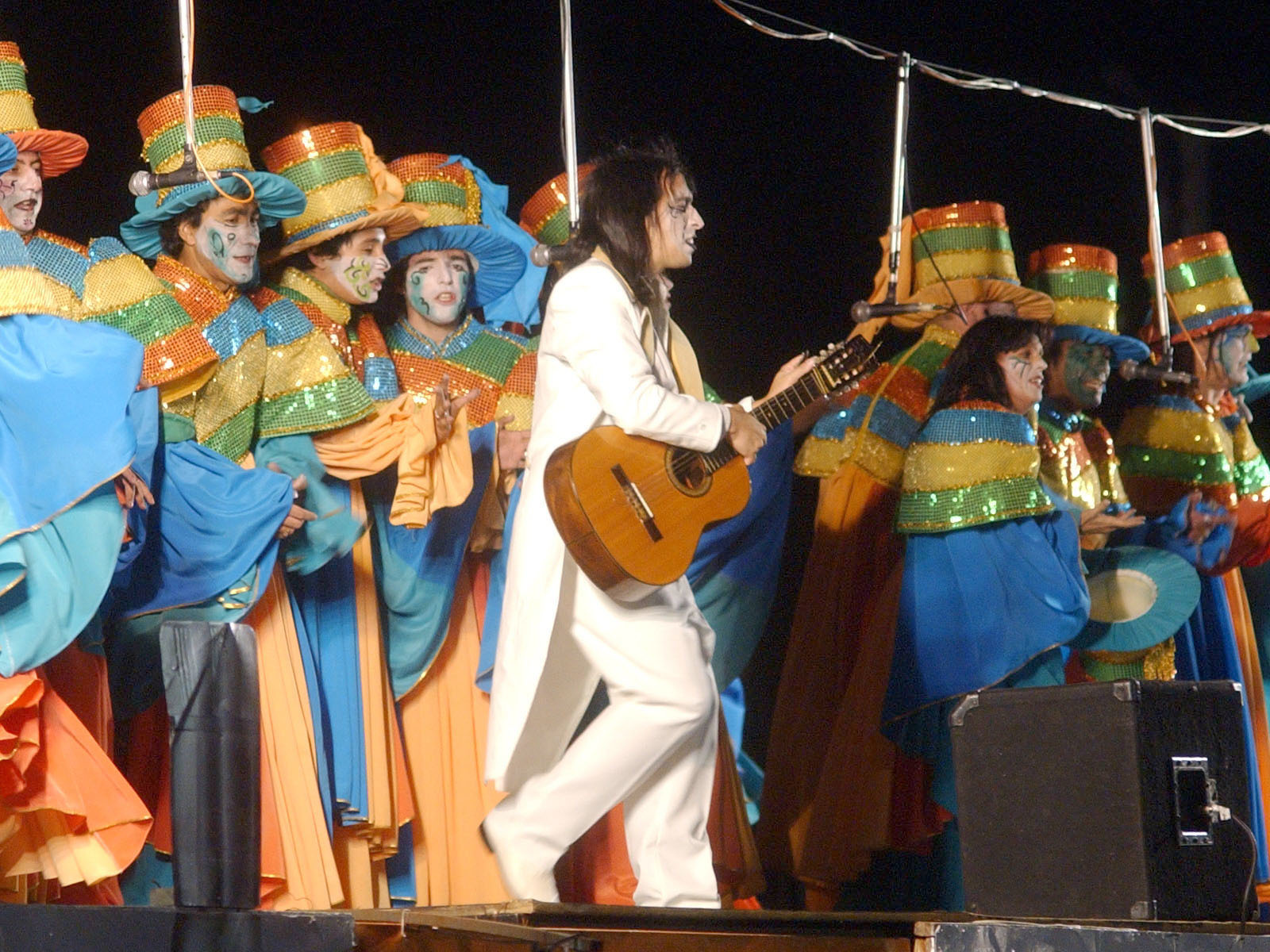
ウルグアイ大統領にタバレ・バスケスが就任した際にモンテビデオで公演を行うムルガの楽団、2005年3月(Marcello Casal Jr/ABr)

ムルガ (スペイン語: Murga) はアルゼンチンやウルグアイ、チリ、コロンビアなどにおいて、カーニバルの時期に公演が行われるミュージカルである。ムルガの楽団は主にモンテビデオとブエノスアイレスのカーニバルにおいて公演を行なっているが、ブエノスアイレスでの公演はモンテビデオよりも規模が小さい。アルゼンチンのムルガはダンスにその重心が置かれており、モンテビデオのものよりも歌などの要素は少ない傾向にある。ウルグアイのムルガはスペインのカディスで演奏されている民族音楽、チリゴタに由来していると言われているが、長い年月を経て全く別のものへと分岐している。
ムルガは最大17人のグループ (男性が多い) によって公演が行われる。ウルグアイにおいてカーニバルが開催されるより前の1月下旬から3月上旬にかけて、それぞれのグループは約45分間にわたり行う、数々の楽曲とレチタティーヴォ (朗唱) から成る音楽公演の準備を行う。この楽曲はタブラドス (tablados) として知られる様々な地域の大きな舞台で披露される。また、楽団はムルガの公式大会で他のムルガの楽団と競争を行う。
楽曲の歌詞の内容は楽団で定められた特定のテーマに基づいており、テーマは前年度にウルグアイやその他の地域でイベントに先立って発表される。その結果、ムルガは人気のある抵抗運動などにその題材を取ることが多い。例えば、1970年代にウルグアイで独裁体制が取られていた期間には、アラカ・ラ・カナ (Araca la Cana) のようなグループは政権に真っ向から対立するような左翼傾向のパフォーマンスで知られていた。

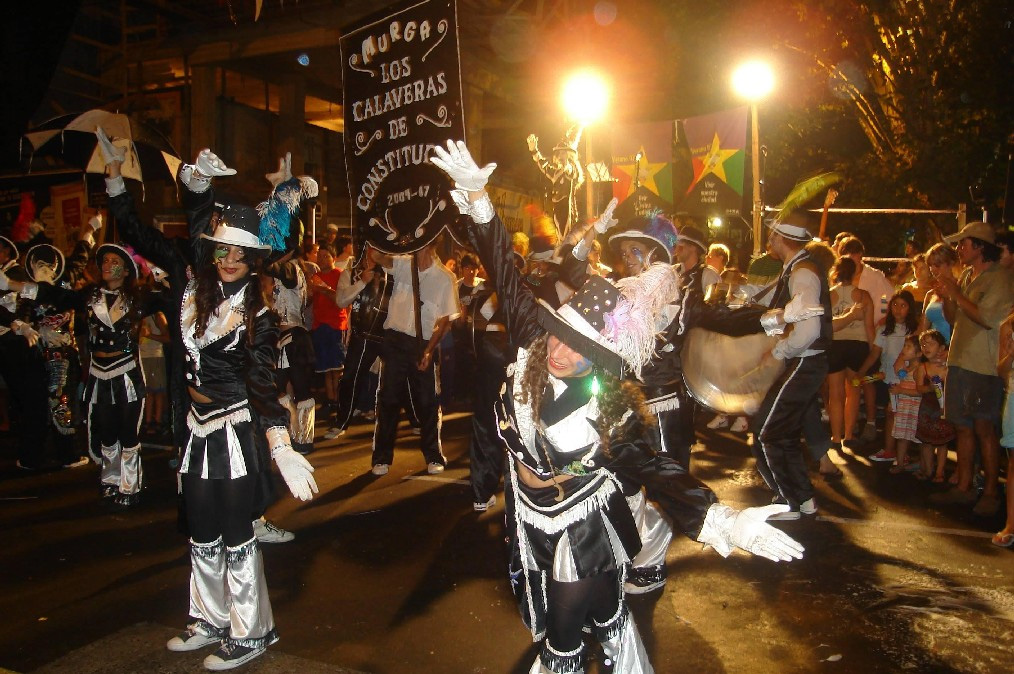
ムルガ・ポルテーニャ

伝統的なムルガの楽団はコーラスと3人のパーカッション奏者で構成されているが、これはカーニバルの舞台で演奏するムルガの構成の1例である。歌手たちは5つのボーカルパートを使用してポリフォニー形式で歌い上げる。歌手の声はその声量に大小をつけることは少なく、鼻にかかるような声を使用して大きな声で歌い上げる。パーカッションに使用する楽器として、ヨーロッパの軍隊楽団に由来するボンボ (bombo、腰に取り付けるバスドラムで上から叩く方式をとる)、レドブランテ (redoblante、スネアドラム) 、プラティーリョス (platillos、シンバル) などを用いる。公演で最も重要とされるのは最初に歌う歌 (サルード - saludo) と終わりに歌う歌 (レティラダ - retiradaもしくはデスペディーダ - despedida) とされている。これらの楽曲はカーニバルの期間中ラジオで放送され、1937年のサルード・アラカ・ラ・カナのように、そのうちの楽曲のいくつかはウルグアイの文化において象徴的な存在となっている。
ムルギスタス (Murguistas、ムルガの楽団員) は色鮮やかな道化師の衣装に似たコスチュームを着る。舞台での演奏において小道具を用いることは稀である。歌手は舞台の袖もしくは後段部分からパーカッション奏者とともに前列へと出てくることが多い。
ムルガで演奏される音楽は時にウルグアイの人気音楽と結びつく。自身の音楽にムルガの楽曲を取り入れているアーティストとしてはハイメ・ルース、ルベン・ラダ、ノ・テ・バ・グスタール、マキシモ・ディエゴ・プホール、ワシントン・ルナ、アレハンドロ・バルビースなどがいる。また、アルゼンチンでも同様の傾向があり、ベルスイート・ベルガラバート、ロス・アウテンティコス・デカデンテス、アリエル・プラート、ロス・ファブロソス・カディリャクスなどが自身の楽曲にムルガを取り入れている。